# Unabhängigkeitsreferendum in Norwegen 1905

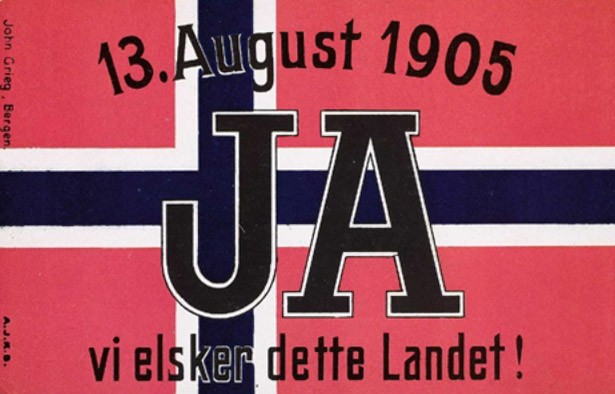
Postkarte, die dazu aufruft, für die Auflösung der Union zu stimmen.

Am 13. August 1905 fand in Norwegen ein Referendum über die Auflösung der Union mit Schweden statt.[1] Die Auflösung der seit 1814 bestehenden Union wurde von fast 100 % der Wähler befürwortet, wobei nur 184 von über 371.000 abgegebenen Stimmen gegen den Vorschlag stimmten.

## Hintergrund
Durch den Kieler Frieden von 1814 fiel Norwegen (was zuvor Teil von Dänemark-Norwegen gewesen war) an das Königreich Schweden. In Norwegen wurde allerdings die Unabhängigkeit erklärt und die liberale Eidsvoll-Verfassung verabschiedet. Es kam zu bewaffneten Auseinandersetzungen als Schweden in Norwegen einfiel. Als Kompromiss wurde schließlich im August 1814 die Konvention von Moss verabschiedet, mit der Norwegen in eine Personalunion mit Schweden eintrat, jedoch eine große Autonomie behielt, darunter eine eigene Verfassung, Parlament, Gesetze, Verwaltung, Währung und Armee. Verbindend waren der Monarch – der zugleich König von Schweden und Norwegen war – und eine gemeinsame Außen- und Konsulatspolitik, die von Stockholm aus gelenkt wurde.
Trotz der großen inneren Autonomie wuchs der norwegische Nationalismus mit der Zeit, angespornt vom Wunsch, eigene Außen- und Handelsbeziehungen aufnehmen zu können. Am 27. Mai 1905 verabschiedete das norwegische Parlament (Storting) ein von der Regierung Christian Michelsen unterstütztes Gesetz, das die Einrichtung separater norwegischer Konsulate im Ausland forderte. Gemäß den Bedingungen der Union hatten Norwegen und Schweden eine gemeinsame Außenpolitik, weshalb König Oskar II. sein Veto gegen das Gesetz einlegte. Anstatt wie vom König gefordert nachzugeben, trat die norwegische Regierung aus Protest zurück. Oskar lehnte die Rücktritte ab und erklärte, er würde keine Ersatzregierung bilden.
Am 7. Juni erklärte das Storting die Union für aufgelöst, da Oskar seine Aufgaben als König von Norwegen durch die Nichtbildung einer neuen Regierung faktisch aufgegeben habe. Ein Referendum über die Auflösung der Union wurde beschlossen, sodass das norwegische Volk in einem Referendum abstimmten könne.
Die Frage, die den Wählern gestellt wurde (nur Männer hatten damals in Norwegen Wahlrecht), lautete, ob sie der „bereits vollzogenen Auflösung der Union“ („den stedfundne Opløsning af Unionen“) zustimmten. Der Wortlaut wurde sorgfältig abgewogen, um klarzustellen, dass das Storting die Union als aufgelöst betrachtete, auch wenn die schwedische Regierung darauf bestand, dass sie nur im gegenseitigen Einvernehmen aufgelöst werden könne.
Obwohl Frauen kein Wahlrecht hatten, starteten norwegische Suffragetten eine Unterschriftenaktion für die Auflösung und legten innerhalb von zwei Wochen 244.765 Unterschriften dafür vor.

## Ergebnis
|                                     | Stimmen | %      |
| ----------------------------------- | ------- | ------ |
| Ja                                  | 368.208 | 99,95  |
| Nein                                | 184     | 0,05   |
| Gesamt                              | 368.392 | 100,00 |
| Gültige Stimmen                     | 368.392 | 99,05  |
| Ungültige oder leere Stimmzettel    | 3.519   | 0,95   |
| Gesamt                              | 371.911 | 100,00 |
| Registrierte Wähler/Wahlbeteiligung | 435.376 | 85,42  |
| Quelle: SUDD                        |         |        |

## Auswirkungen
Der Austrittsprozess Norwegens führte zu Spannungen und beide Länder mobilisierten ihre Militärs an der Grenze, in Schweden gab es jedoch keine Mehrheit für einen Krieg gegen den Nachbarn, weshalb Verhandlungen in Karlstad aufgenommen wurden. Die beiden Länder erzielten am 23. September eine Einigung, die am 9. Oktober vom norwegischen und am 13. Oktober vom schwedischen Parlament gebilligt wurde. König Oskar verzichtete am 26. Oktober auf alle Ansprüche auf den norwegischen Thron. Im November wurde Prinz Carl von Dänemark zum ersten unabhängigen König Norwegens seit über fünf Jahrhunderten gewählt und bestieg den Thron als Haakon VII.